# Gamasomorpha perplexa
Gamasomorpha perplexa är en spindelart som beskrevs av Bryant 1942. Gamasomorpha perplexa ingår i släktet Gamasomorpha och familjen dansspindlar.
Artens utbredningsområde är Jungfruöarna. Inga underarter finns listade i Catalogue of Life.